# S. P. B. Mais
Stuart Petre Brodie Mais (4 de julio de 1885 - 21 de abril de 1975), conocido públicamente como S. P. B. Mais, fue un escritor, periodista y locutor británico, autor de libros y guías de viaje. Poseía un estilo literario informal, que lo hizo popular entre el público en general.

## Semblanza
Petre Mais, como se le conocía en su vida personal, era hijo del reverendo John Brodie Stuart Mais, coadjutor de la Iglesia de Santa margarita de Ladywood, en Birmingham y de su esposa Hannah Horden (de soltera Tamlin). Nació en Ladywood, pero se crio en Tansley (Derbyshire), donde su familia se mudó con el nombramiento de su padre como rector para la localidad en 1890.
Se educó en el Denstone College de Staffordshire, ejerciendo como lector de literatura inglesa en Christ Church (Oxford), tras graduarse en 1909 y obtener una maestría en 1913. Después de enseñar en Rossall, Sherborne and Tonbridge y en el Colegio de la RAF en Cranwell, pasó a trabajar para la empresa National Press en Fleet Street. Autor prolífico de más de 200 libros, también ejerció como locutor para numerosos programas radiofónicos de la BBC entre las décadas de 1920 y 1940. Mais era un ferviente defensor de la campiña y de las tradiciones inglesas y dirigía caminatas para las personas que venían en un viaje de un día en tren desde las grandes ciudades, a menudo desde Londres.
Así mismo, trabajó como periodista para el diario The Oxford Times. Como locutor de radio de la BBC, se hizo muy popular gracias al programa de radio Kitchen Front, que se transmitía después de las noticias de la mañana durante la Segunda Guerra Mundial. Presentó "Letter from America" (Carta de América) de 1933, trece años antes de que Alfred Alistair Cooke hiciera famoso un concepto similar. También presentó una serie sobre "This Unknown Island" (Esta Isla Desconocida).
Uno de sus nietos es el redactor del periódico Evening Standard Sebastian Shakespeare, quien escribió así sobre su abuelo:

Mi abuelo, S. P. B. Mais, escribió más de 200 libros y era un nombre familiar en su época. La producción prolífica, por desgracia, no era garantía de riqueza. Escribió para mantener a raya a los agentes de embargos. Nunca olvidaré cuando mi madre me contó cómo una vez tuvo que entregar el contenido de su alcancía a sus acreedores.

## Vida personal
En 1913, Mais se casó con Doris Snow. Tuvieron dos hijas: Priscilla (1916-1982) y Vivien (nacida en 1920). Después de su separación (nunca se divorciaron), tuvo una relación con Winifred Doughty (1905-1993), quien cambió su nombre por escritura pública a Gillian ("Jill") Mais; la pareja también tuvo dos hijas. Después de sentirse insatisfecho con las condiciones de la pequeña casa de retiro en Lindfield (Sussex) que la Asociación de Vivienda Samaritana había ofrecido a Mais (que ya estaba sin un centavo), junto con la negativa del propio Mais a casarse con ella, Jill lo dejó por un amigo en común, Dudley Carew, con quien se casó y se instaló al otro lado de la calle donde vivía Mais, al que le llevaba comida con frecuencia.

## Muerte
Mais murió el 21 de abril de 1975 en su alojamiento de jubilación de Lindfield, Sussex.

## Obras publicadas

### Ensayos
- Delight in Books (1931)
- A Chronicle of English Literature (1936)

### Novelas
- The Education of a Philanderer (1919)
- Prunello (1924)
- Eclipse (1925)
- Perissa (1925)
- Orange Street (1926)
- Light over Lundy (1938)

### Libros de viajes
- See England First (1927)
- Do you know North Cornwall? My finest holiday (1927 para el Southern Railway)
- The Cornish Riviera (1928 para el Great Western Railway)
- Glorious Devon (1928 para el Great Western Railway)
- North Wales (1928 para el Ferrocarril de Londres, Midland y Escocés)
- Sussex 1929
- It isn't far from London (1930)
- Southern rambles for Londoners (1931 para el Southern Railway)
- The Highlands of Britain (1932)
- This unknown island (1932)
- Week-ends in England (1933)
- Isles of the island (1934)
- England's pleasance (1935)
- Lovely Britain edited (1935)
- Round about England (1935)
- Southern schools (1935 para el Southern Railway)
- Pictorial Britain and Ireland (ca1936 para la Anglo-American Oil Co – Esso)
- England's Character (1936)
- A.C.E: the Atlantic Coast Express (1937 para el Southern Railway)
- Britain calling (1938)
- Let's get out here (1938 para el Southern Railway)
- Walking in Somerset (1938)
- Highways and Byways in the Welsh Marches (1939)
- Hills of the South (1939)
- I Return to Scotland (1947)
- I Return to Switzerland (1948)
- I Return to Ireland (1948)
- I Return to Wales (1949)
- Little England Beyond Wales (1949)
- The Land of The Cinque Ports (ilustrado por Rowland Hilder) (1949)
- The Riviera – New Look and Old (1950)
- We Wander in the West (1950)
- Arden and Avon (1951)
- Norwegian Odyssey (1951)
- The Channel Islands (1953)
- Our Village Today (1956)
- Majorcan Holiday (con Gillian Mais) (1956)